# Garra nujiangensis
Garra nujiangensis är en fiskart som beskrevs av Chen, Zhao och Yang 2009. Garra nujiangensis ingår i släktet Garra och familjen karpfiskar. IUCN kategoriserar arten globalt som otillräckligt studerad. Inga underarter finns listade i Catalogue of Life.